# SNAPC2
SNAPC2 (англ. Small nuclear RNA activating complex polypeptide 2) – білок, який кодується однойменним геном, розташованим у людей на короткому плечі 19-ї хромосоми. Довжина поліпептидного ланцюга білка становить 334 амінокислот, а молекулярна маса — 35 556.
| 10         |  | 20         |  | 30         |  | 40         |  | 50         |
| ---------- |  | ---------- |  | ---------- |  | ---------- |  | ---------- |
| MKPPPRRRAA |  | PARYLGEVTG |  | PATWSAREKR |  | QLVRLLQARQ |  | GQPEPDATEL |
| ARELRGRSEA |  | EIRVFLQQLK |  | GRVAREAIQK |  | VHPGGLQGPR |  | RREAQPPAPI |
| EVWTDLAEKI |  | TGPLEEALAV |  | AFSQVLTIAA |  | TEPVTLLHSK |  | PPKPTQARGK |
| PLLLSAPGGQ |  | EDPAPEIPSS |  | APAAPSSAPR |  | TPDPAPEKPS |  | ESSAGPSTEE |
| DFAVDFEKIY |  | KYLSSVSRSG |  | RSPELSAAES |  | AVVLDLLMSL |  | PEELPLLPCT |
| ALVEHMTETY |  | LRLTAPQPIP |  | AGGSLGPAAE |  | GDGAGSKAPE |  | ETPPATEKAE |
| HSELKSPWQA |  | AGICPLNPFL |  | VPLELLGRAA |  | TPAR       |  |            |

A: Аланін

C: Цистеїн

D: Аспарагінова кислота

E: Глутамінова кислота

F: Фенілаланін

G: Гліцин

H: Гістидин

I: Ізолейцин

K: Лізин

L: Лейцин

M: Метіонін

N: Аспарагін

P: Пролін

Q: Глутамін

R: Аргінін

S: Серин

T: Треонін

V: Валін

W: Триптофан

Задіяний у таких біологічних процесах, як транскрипція, регуляція транскрипції. 
Локалізований у ядрі.